# سرای‌دشت (رودسر)
سرایدشت، روستایی از توابع بخش مرکزی شهرستان رودسر در استان گیلان ایران است. این روستا در همسایگی روستاهای لشکاجان علیا , افرمجان , عروس محله و بازرگان محله قرار دارد. پیشه اصلی اکثر مردم ساکن در آن کشاورزی خصوصا برنج و چای می باشد.

## جمعیت
این روستا در دهستان رضامحله قرار دارد و براساس سرشماری مرکز آمار ایران در سال ۱۳۸۵، جمعیت آن ۳۱۲ نفر (۱۰۶خانوار) بوده‌است.